# Werther (film, 1986)
Pour les articles homonymes, voir Werther.
Pour plus de détails, voir Fiche technique et Distribution.
Werther est un film espagnol réalisé par Pilar Miró, sorti en 1986.

## Synopsis
Sur la côte nord de l'Espagne, un jeune professeur mélancolique enseigne le grec dans une prestigieuse école privée.

## Fiche technique
- Titre : Werther
- Réalisation : Pilar Miró
- Scénario : Mario Camus et Pilar Miró d'après le roman Les Souffrances du jeune Werther de Johann Wolfgang von Goethe
- Photographie : Hans Burmann
- Montage : José Luis Matesanz
- Production : César Benítez et Pilar Miró
- Société de distribution : Colifilms Distribution (France)
- Pays :  Espagne
- Genre : Drame
- Durée : 105 minutes
- Dates de sortie : 
  -  Espagne : 19 septembre 1986
  -  France : 23 septembre 1987

## Distribution
- Eusebio Poncela : Werther
- Mercedes Sampietro : Carlota
- Féodor Atkine : Alberto
- Emilio Gutiérrez Caba : Federico
- Vicky Peña : Beatriz
- Luis Hostalot : Jerusalén

## Distinctions
Le film a été nommé pour quatre prix Goya et a remporté celui du meilleur son.